# Canton du Plateau briard
Le canton du Plateau briard est une circonscription électorale française du département du Val-de-Marne créée par le décret du 17 février 2014. Elle tient lieu de circonscription d'élection des conseillers départementaux et entre en vigueur lors des élections départementales de 2015.

## Histoire
Un nouveau découpage territorial du Val-de-Marne entre en vigueur à l'occasion des premières élections départementales suivant le décret du 17 février 2014. Les conseillers départementaux sont, à compter de ces élections, élus au scrutin majoritaire binominal mixte. Les électeurs de chaque canton élisent au Conseil départemental, nouvelle appellation du Conseil général, deux membres de sexe différent, qui se présentent en binôme de candidats. Les conseillers départementaux sont élus pour 6 ans au scrutin binominal majoritaire à deux tours, l'accès au second tour nécessitant 12,5 % des inscrits au 1er tour. En outre la totalité des conseillers départementaux est renouvelée. Ce nouveau mode de scrutin nécessite un redécoupage des cantons dont le nombre est divisé par deux avec arrondi à l'unité impaire supérieure si ce nombre n'est pas entier impair, assorti de conditions de seuils minimaux. Dans le Val-de-Marne, le nombre de cantons passe ainsi de 49 à 25.
Le canton du Plateau briard est formé de communes des anciens cantons de Boissy-Saint-Léger (1 commune), de Villecresnes (5 communes) et de Ormesson-sur-Marne (2 communes). Avec ce redécoupage administratif, le territoire du canton s'affranchit des limites d'arrondissements, avec 6 communes incluses dans l'arrondissement de Créteil et 2 dans l'arrondissement de Nogent-sur-Marne. Le bureau centralisateur est situé à Boissy-Saint-Léger.

## Représentation
| Période élective | Période élective | Mandat | Mandat   | Identité             | Nuance | Nuance | Qualité |
| ---------------- | ---------------- | ------ | -------- | -------------------- | ------ | ------ | --- |
| 2015             | 2021             | 2015   | 2021     | Karine Bastier       |        | LR     | Fonctionnaire Maire adjointe de La Queue-en-Brie |
| 2015             | 2021             | 2015   | 2021     | Pierre-Jean Gravelle |        | LR     | Commercial Conseiller général du canton de Villecresnes (2001 → 2015) Maire de Villecresnes (2003 → 2008)                                                                                        |
| 2021             | 2028             | 2021   | en cours | Karine Bastier       |        | LR     | Conseillère sortante, présidente déléguée auprès du Président, chargée de l’égalité femmes - hommes et de la mise en œuvre de l’action en faveur des personnes atteintes de troubles autistiques |
| 2021             | 2028             | 2021   | en cours | Patrick Farcy        |        | UDI    | Chef d'entreprise retraité - Maire de Villecresnes |

### Résultats détaillés

#### Élections de mars 2015
Pour les élections départementales de 2015, six binômes étaient en lice : 
- Corinne Durand et Zakaria Zaidane (PS) ;
- Karine Bastier (UMP) et Pierre-Jean Gravelle (UMP, sortant - canton de Villecresnes) ;
- Martine Aubry et Philippe Chrétien (PCF) ;
- Jean Chagny et Julie Servin (EELV) ;
- Nadejda Babou et Daniel Gasnier (DLF) ;
- Christian K. et Béatrice Marquant (FN)[4].

À l'issue du 1er tour des élections départementales de 2015, deux binômes sont en ballottage : Karine Bastier et Pierre-Jean Gravelle (Union de la Droite, 31,35 %) et Christian K. et Béatrice Marquant (26,43 %). Le taux de participation est de 45,61 % (16 974 votants sur 37 214 inscrits) contre 44,44 % au niveau départemental et 50,17 % au niveau national.
Au second tour, Karine Bastier et Pierre-Jean Gravelle (Union de la Droite) sont élus avec 68,8 % des suffrages exprimés et un taux de participation de 45,03 % (10 369 voix pour 16 759 votants et 37 214 inscrits).

#### Élections de juin 2021
Le premier tour des élections départementales de 2021 est marqué par un très faible taux de participation (33,26 % au niveau national). Dans le canton du Plateau briard, ce taux de participation est de 28,17 % (10 590 votants sur 37 598 inscrits) contre 29,98 % au niveau départemental. À l'issue de ce premier tour, deux binômes sont en ballottage : Karine Bastier et Patrick Farcy (DVD, 38,59 %) et Laurent Jolly et Gorete Varandas (RN, 22,07 %).
Le second tour des élections est marqué une nouvelle fois par une abstention massive équivalente au premier tour. Les taux de participation sont de 34,36 % au niveau national, 32,99 % dans le département et 31,13 % dans le canton du Plateau briard. Karine Bastier et Patrick Farcy (DVD) sont élus avec 74,57 % des suffrages exprimés (7 832 voix pour 11 707 votants et 37 611 inscrits),,.

## Composition
Le canton du Plateau briard comprend huit communes entières.
| Nom                                        | Code Insee | Intercommunalité         | Superficie (km2) | Population (dernière pop. légale) | Densité (hab./km2) | Modifier                                    |
| ------------------------------------------ | ---------- | ------------------------ | ---------------- | --------------------------------- | ------------------ | ------------------------------------------- |
| Boissy-Saint-Léger (bureau centralisateur) | 94004      | Métropole du Grand Paris | 8,94             | 17 335 (2022)                     | 1 939              | modifier les données · modifier les données |
| Mandres-les-Roses                          | 94047      | Métropole du Grand Paris | 3,30             | 4 876 (2022)                      | 1 478              | modifier les données · modifier les données |
| Marolles-en-Brie                           | 94048      | Métropole du Grand Paris | 4,59             | 4 685 (2022)                      | 1 021              | modifier les données · modifier les données |
| Noiseau                                    | 94053      | Métropole du Grand Paris | 4,49             | 4 619 (2022)                      | 1 029              | modifier les données · modifier les données |
| Périgny                                    | 94056      | Métropole du Grand Paris | 2,79             | 2 744 (2022)                      | 984                | modifier les données · modifier les données |
| La Queue-en-Brie                           | 94060      | Métropole du Grand Paris | 9,16             | 12 074 (2022)                     | 1 318              | modifier les données · modifier les données |
| Santeny                                    | 94070      | Métropole du Grand Paris | 9,91             | 3 958 (2022)                      | 399                | modifier les données · modifier les données |
| Villecresnes                               | 94075      | Métropole du Grand Paris | 5,62             | 11 650 (2022)                     | 2 073              | modifier les données · modifier les données |
| Canton du Plateau briard                   | 9416       |                          | 48,80            | 61 941 (2022)                     | 1 269              | modifier les données                        |

## Démographie
En 2022, le canton comptait 61 941 habitants, en évolution de +6,64 % par rapport à 2016 (Val-de-Marne : +3 %, France hors Mayotte : +2,11 %).
| 2013   | 2018   | 2022   |
| ------ | ------ | ------ |
| 58 144 | 60 459 | 61 941 |